# Enneacanthus
Az Enneacanthus a sugarasúszójú halak (Actinopterygii) osztályának sügéralakúak (Perciformes) rendjébe, ezen belül a díszsügérfélék (Centrarchidae) családjába tartozó nem.

## Tudnivalók
Az Enneacanthus-fajok édesvízi halak. A halnem típusfaja, az Enneacanthus obesus.
E halfajok legfeljebb 10 centiméteresek. Élőhelyük az édesvízi tavak, mocsarak és folyótorkolatok, amelyek az Atlanti-óceánba és a Mexikói-öbölbe ömlenek. A nem mindhárom faját akváriumokban is tartják.

## Rendszerezés
A nembe az alábbi 3 faj tartozik:
- tőzegsügér (Enneacanthus chaetodon) (Baird, 1855)
- Enneacanthus gloriosus (Holbrook, 1855)
- Enneacanthus obesus (Girard, 1854) - típusfaj

## Fordítás
- Ez a szócikk részben vagy egészben  az   Enneacanthus című angol Wikipédia-szócikk ezen változatának fordításán alapul.  Az eredeti cikk szerkesztőit annak laptörténete sorolja fel. Ez a jelzés csupán a megfogalmazás eredetét és a szerzői jogokat jelzi, nem szolgál a cikkben szereplő információk forrásmegjelöléseként.